# Sankt Marienkirchen bei Schärding
Sankt Marienkirchen bei Schärding je obec v rakouské spolkové zemi Horní Rakousy, v okrese Schärding. Území obce přes řeku Inn sousedí s Německem.
K 1. lednu 2014 zde žilo 1 835 obyvatel.